# Godmanchester (Quebec)
Godmanchester es un municipio-cantón de la provincia de Quebec en Canadá y es una de las 1135 municipalidades en las que está dividido administrativamente el territorio de dicha provincia. Cálculos gubernamentales estiman que en fecha del 1° de julio de 2011 en la municipalidad habían 1385 habitantes. Godmanchester se encuentra en el municipio regional de condado de Haut-Saint-Laurent y a su vez, en la Vallée-du-Haut-Saint-Laurent en la región administrativa de Montérégie. Hace parte de las circunscripciones electorales de Huntingdon a nivel provincial y de Beauharnois−Salaberry a nivel federal.